# メリッサ・マッカーシー in ザ・ボス 世界で一番お金が好き!
『メリッサ・マッカーシー in ザ・ボス 世界で一番お金が好き!』（原題:The Boss）は2016年にで公開されたコメディ映画である。監督はベン・ファルコーン、主演はメリッサ・マッカーシーが務めた。
本作は日本国内において劇場公開されなかったが、2017年10月4日にDVDが発売された。

## 概略
ミシェル・ダーネルは一代で金融街の大物にまでのし上がったが、元恋人のルノーにインサイダー取引を行っていたことを密告され、それが原因で服役することとなった。刑期を終えたミシェルは再起を図るべく行動を開始したが、失った信用を取り戻すことができなかった。次第に気力を失っていったミシェルは、元部下のクレアの家に転がり込んだ。そんな苦境においてもなお、決して復活を諦めることがなかったミシェルだが、クレアとその娘（レイチェル）と交流する中でお金よりも大切なものを見出していく。

## キャスト
※括弧内は日本語吹替。
- メリッサ・マッカーシー - ミシェル・ダーネル（八百屋杏）
  - チャンドラー・ヘッド - 5歳の頃のミシェル
  - ヴィヴィアン・ファルコーン - 10歳の頃のミシェル
  - イザベラ・アマラ - 15歳の頃のミシェル
- ピーター・ディンクレイジ - ロナルド/ルノー（橘諒）
- クリステン・ベル - クレア・ローリングス（前川綾香）
- エラ・アンダーソン - レイチェル・ローリングス（渡谷美帆）
- タイラー・ラビーン - マイク・ビールス（宮田哲朗）
- キャシー・ベイツ - イーダ・マークェット（小路文子）
- ティモシー・シモンズ - ステファン・ダウズ（安田廉平）
- アニー・マモロー - ヘレン・クリーガン（晴海としか）
- クリステン・シャール - サンディ・ハイム（谷口友紀）
- セシリー・ストロング - ダナ・ダンドリッジ
- セドリック・ヤーブロー - ティト（野澤英義）
- メアリー・ソーン - ジャン・ケラー
- エヴァ・ピーターソン - クリスタル・デルヴェッキオ（前田恵）
- プレスリー・コーリー - ハンナ・クリーガン（高杉理奈）
- アレアンドラ・ニューカム - マリアナ・グティエレス

### カメオ出演
- ベン・ファルコーン - マーティ・スラック
- マーゴ・マーティンデイル - アグネス・アルミナタ
- マイケル・マクドナルド - ブライス・クリーン（山田成吾）
- スティーヴ・マロリー - カール（藤井雄基）
- ゲイル・キング - 本人
- T-ペイン - 本人
- ダックス・シェパード - カイル・マークェット
- デイヴ・バウティスタ - チャド

## 製作
2015年1月、メリッサ・マッカーシーが新作映画『Michelle Darnell』の脚本を執筆しているとの報道があった。脚本の元ネタはマッカーシーが以前に上演したコメディ劇の登場人物であった。ユニバーサル・ピクチャーズは本作の悪役としてジョン・ハム、サンドラ・ブロック、オプラ・ウィンフリーを起用することも検討していたが、最終的にはピーター・ディンクレイジを起用することとなった。2月12日、キャシー・ベイツの出演が決まった。18日、クリステン・ベルが本作に出演することになったと報じられた。3月12日、本作の主要撮影がシカゴで始まった。9月15日、本作のタイトルが『Michelle Darnell』から『The Boss』に変更されるとの発表があった。

## マーケティング・興行収入
2015年11月19日、本作の劇場版予告編が公開された。
本作は『ハードコア』と『雨の日は会えない、晴れた日は君を想う』と同じ週に封切られ、公開初週末に2000万ドルから2400万ドルを稼ぎ出すと予想されていたが、その予想は的中した。2016年4月8日、本作は全米3480館で公開され、公開初週末に2358万ドルを稼ぎ出し、週末興行収入ランキング初登場1位となった。

## 評価
本作に対する批評家の評価は芳しいものではない。映画批評集積サイトのRotten Tomatoesには179件のレビューがあり、批評家支持率は22%、平均点は10点満点で4.4点となっている。サイト側による批評家の見解の要約は「メリッサ・マッカーシーは今まで通りの才能を保持しているが、彼女の努力を以てしても、一貫性のないギャグとティッシュのように薄っぺらい脚本はどうにもならなかった。」となっている。また、Metacriticには39件のレビューがあり、加重平均値は40/100となっている。なお、本作のCinemaScoreはC+となっている。